# Núria Mendoza
Núria Mendoza Miralles (Barcelona, Cataluña, España; 15 de diciembre de 1995) es una futbolista profesional española. Juega como defensora en el Levante UD de la Primera División Femenina de España y ha sido internacional sub-19 con Selección de España.

## Trayectoria

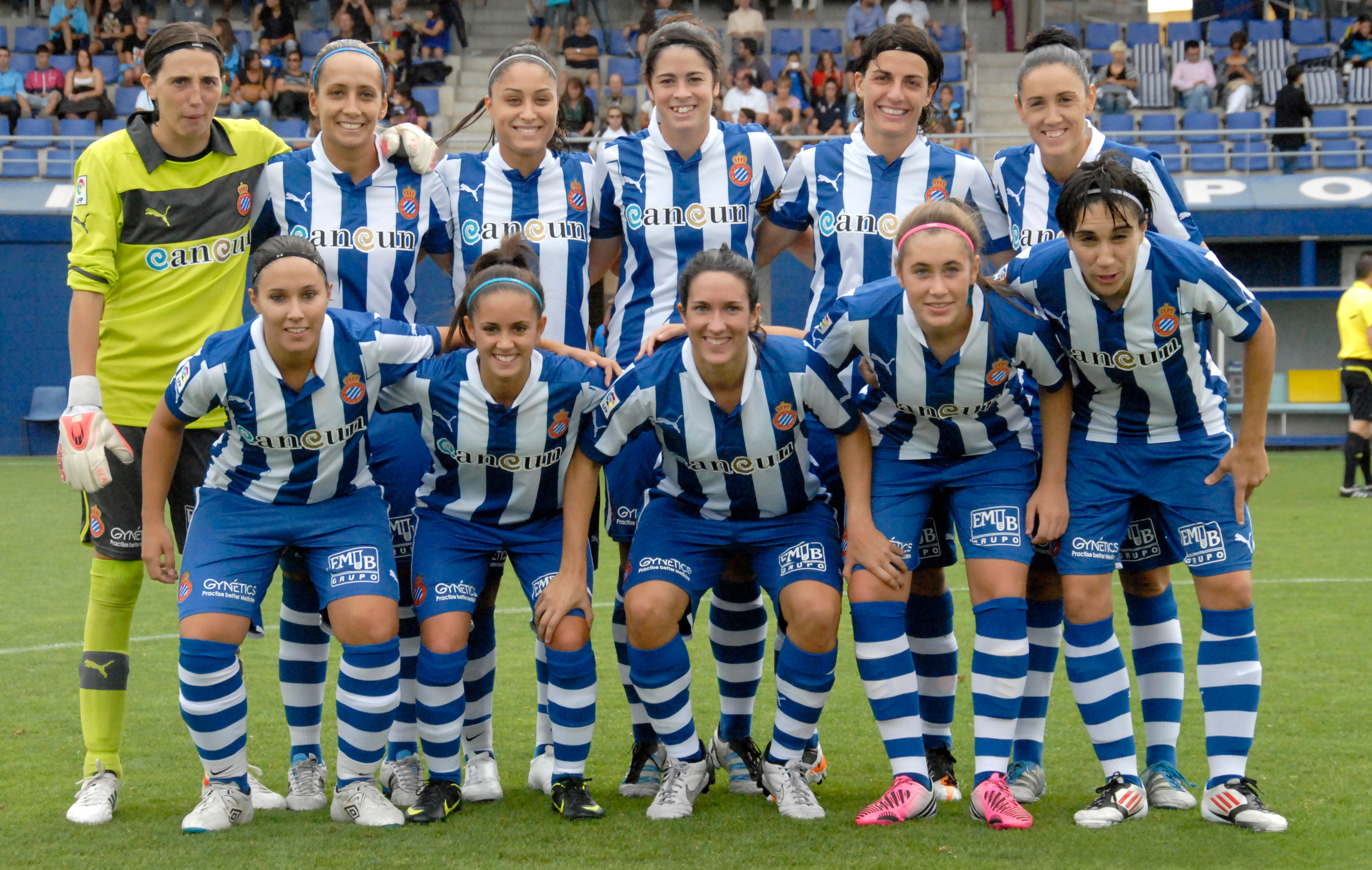
Foto del español con Nuria Mendoza en la plantilla del equipo.

Formada en la cantera del R.C.D Espanyol, en la temporada 2015/16 fichó por la Real Sociedad para reforzar la defensa txuri-urdin.
Ha sido internacional con la selección española Sub-17 y Sub-19. En 2018, fue convocada por la selección absoluta para una de las concentraciones preparatorias del Mundial de Francia del 2019.

## Clubes
| Club             | País   | Año             |
| ---------------- | ------ | --------------- |
| R.C.D Espanyol B | España | 2010 - 2012     |
| R.C.D Espanyol   | España | 2012 - 2015     |
| Real Sociedad    | España | 2015 - 2021     |
| Levante UD       | España | 2021 - presente |

## Palmarés

### Campeonatos nacionales
| Título           | Club          | País   | Año       |
| ---------------- | ------------- | ------ | --------- |
| Copa de la Reina | Real Sociedad | España | 2018-2019 |